# Benillup
Benillup és un municipi del País Valencià situada a la comarca del Comtat.

## Geografia
Té un terme de 3,4 km² i es troba al centre de la vall de Travadell, al peu de la serra d'Almudaina, sota la Penya Redona, voltat pels barrancs de Caraita, de l'estret i del Sofre, que són afluents del riu Serpis. Hi ha bones ocasions per fer excursions i senderisme com ara: la Font Vella, la serra del Molló, el Tossal, el barranc de l'estret, des de la Font Vella fins al barranc del Sofre, i la volta al barranc de Caraita.

## Història
La seua toponímia correspon a l'àrab Bani (Fills) i al nom propi masculí d'origen llatí Lupus (Llop).
Població d'origen musulmà. Conquistada pels cristians a mitjans del segle xiii, va seguir sent lloc de moriscos amb un total de 37 famílies, uns 150 habitants (benillupers), el 1609. Des de l'any 1574 l'església parroquial estigué annexa a la de Benimarfull. Va pertànyer a la família Fenollar, senyors del poble al segle xvii que històricament s'ha conegut amb el nom de Benillup de Fenollar i posteriorment el senyoriu fou possessió del comte de Ròtova.

## Demografia i economia
La població, integrada per 207 habitants l'any 1900, descendí el segle xx degut a l'emigració, constituint un total de 93 habitants l'any 2002. La seua economia es basa sobretot en l'agrícola. Els conreus majoritaris són les oliveres, per a fer oli d'oliva, ametllers i cirerers.
| 1900 | 1910 | 1920 | 1930 | 1940 | 1950 | 1960 | 1970 | 1981 | 1991 | 2000 | 2005 | 2006 |
| ---- | ---- | ---- | ---- | ---- | ---- | ---- | ---- | ---- | ---- | ---- | ---- | ---- |
| 207  | 160  | 144  | 113  | 137  | 95   | 103  | 102  | 62   | 76   | 93   | 102  | 98   |

## Edificis d'interès
El nucli urbà és petit i molt ben conservat. L'única referència monumental que hi ha és l'església de la Mare de Déu del Rosari, edificada el segle xvi.

## Gastronomia
Les especialitats gastronòmiques autòctones es basen en el dolç: sopà, figues fregides i sequillos.

## Política i govern

### Alcaldia
Des de 2019 l'alcalde de Benillup és Javier Navarro Adrián del Partit Popular (PP).
| Període                       | Alcalde o alcaldessa     | Partit polític    | Data de possessió | Observacions |
| ----------------------------- | ------------------------ | ----------------- | ----------------- | ------------ |
| 1979–1983                     | Joaquín Ferrando Beneito | UCD               | 19/04/1979        | --           |
| 1983–1987                     | Luis Escoda Alarcón      | CDS               | 28/05/1983        | --           |
| 1987–1991                     | Rafael Ferrando Beneito  | AP                | 30/06/1987        | --           |
| 1991–1995                     | Jesús Ferrando Beneito   | PP                | 15/06/1991        | --           |
| 1995–1999                     | Jesús Ferrando Beneito   | PP                | 17/06/1995        | --           |
| 1999–2003                     | Jesús Ferrando Beneito   | PP                | 03/07/1999        | --           |
| 2003–2007                     | Jesús Martínez Garrido   | PP                | 14/06/2003        | --           |
| 2007–2011                     | Enrique Coderch Ferrando | PP                | 16/06/2007        | --           |
| 2011–2015                     | Enrique Coderch Ferrando | PP                | 11/06/2011        | --           |
| 2015–2019                     | Enrique Coderch Ferrando | PP                | 13/06/2015        | --           |
| 2019-2023                     | Javier Navarro Adrián    | PP                | 15/06/2019        | --           |
| Des de 2023                   | Javier Navarro Adrián    | PP + Independents | 17/06/2023        | --           |
| Fonts: Generalitat Valenciana |                          |                   |                   |              |